# Salto (Uruguay)
Salto, anticamente nominata anche Salto Oriental, è la seconda città dell'Uruguay per dimensioni e numero d'abitanti. È il capoluogo dipartimento omonimo nonché il principale centro economico, politico e commerciale della parte nord del paese.

## Geografia
Salto è situata sulla sponda sinistra del fiume Uruguay, che qui segna il confine internazionale con l'Argentina, a 496 km a nord-est dalla capitale Montevideo. Sulla riva opposta sorge la città argentina di Concordia.

## Storia
Nel 1756, durante la guerra con i Guaraní, scoppiata a seguito della firma del trattato di Madrid del 1750 tra l'Impero spagnolo e quello portoghese, il governatore di Montevideo José Joaquín de Viana giunse qui con un contingente di quattrocento uomini su ordine del governatore del Río de la Plata José de Andonaegui e del Marchese di Valdelirios. Gli spagnoli dovevano infatti attuare le condizioni dettate dal trattato di Madrid e marcare il nuovo confine con i vicini portoghesi.
L'anno seguente Viana e il viceré Pedro de Cevallos costruirono sull'area occupata dall'attuale città un forte lasciandovi una guarnigione di un centinaio di uomini. Le installazioni furono abbandonate nel 1763.
Il 16 giugno 1837 Salto fu proclamata capoluogo di dipartimento. Nel corso della guerra civile uruguaiana la cittadina divenne un importante obbiettivo militare e fu più volte attaccata. Inizialmente conquistata dalle forze di Manuel Lavalleja, alleato del presidente argentino Juan Manuel de Rosas, nel 1845 fu occupata dalle truppe del governo colorado di Montevideo, guidate da Giuseppe Garibaldi. Tra l'8 e il 26 dicembre dello stesso anno Salto venne assediata invano dall'esercito del caudillo argentino Justo José de Urquiza. Il 9 gennaio 1846 gli assedianti furono definitivamente sconfitti. Un mese più tardi un contingente proveniente dalla provincia argentina di Corrientes, comandato da Servando Gómez, si scontrò con la legione italiana di Garibaldi lungo le rive del torrente San Antonio, a nord della cittadina. Nonostante l'inferiorità numerica dei garibaldini, l'esercito argentino fu respinto con gravi perdite. Dopo nove ore di scontri, approfittando del calar della sera, i legionari si ritirarono verso Salto, dove era rimasta una parte delle truppe italiane comandate da Francesco Anzani. Dopo quattro ore e mezzo i reduci dello scontro raggiunsero la città e la salvezza.
L'8 giugno 1863 Salto ottenne lo status di città. Nel corso della seconda metà del XIX secolo, con lo sviluppo dell'economia nazionale, anche la cittadina fu investita dall'ondata migratoria che si riversò sulle coste uruguaiane. Migliaia di immigrati italiani e spagnoli s'insediarono a Salto contribuendo alla crescita del tessuto economico e sociale. Tra questi Carlo Maldini, originario del lago di Como, che arrivò a Salto nel 1867 e nel 1888 fondò il villaggio agricolo di Palomas, di concezione moderna e con tanto di scuola per i figli dei suoi dipendenti, a tre ore di treno dalla città.
Tra il 1974 ed il 1983 fu costruita sul fiume Uruguay, proprio dove sorgevano le rapide che avevano dato il nome alla città, la diga del Salto Grande.

## Monumenti e luoghi d'interesse
- Cattedrale di San Giovanni Battista, costruita negli anni ottanta del XIX secolo.
- Chiesa di Nostra Signora del Carmine, la più antica chiesa della città, costruita nella prima metà del XIX secolo.
- Monumento a Giuseppe Garibaldi, opera dell'italiano Giovanni Veltroni, fu costruito nei pressi del campo della battaglia di San Antonio, conserva al suo interno i resti dei Caduti. Fu solennemente inaugurato nel 1934 alla presenza del principe ereditario Umberto II di Savoia.

## Architettura
All'ingresso della città sorge un monumento in omaggio all'ingegnere Eladio Dieste, intitolato La porta della sapienza e soprannominato "Il gabbiano", che fu realizzato trasferendo una struttura costruita per una stazione di servizio.
Salto è caratterizzata da un grande numero di opere di Eladio Dieste, fra cui capannoni industriali, una fermata e una stazione terminale degli autobus urbani.
Il centro della città si sviluppa lungo calle Uruguay, che concentra le attività commerciali. Nei dintorni vi sono edifici storici rilevanti e il condominio "El Mirador", il più alto della città, inaugurato nel 2007.

## Cultura

### Istruzione

#### Musei
Salto è sede di diverse istituzioni museali come il Museo Casa Quiroga, dedicato al celebre scrittore salteño Horacio Quiroga, il Museo Carlos Gardel, il Museo Storico del Río Uruguay, il Museo di Archeologia e Scienze Naturali, il Museo dell'Uomo e della Tecnologia Arq. Néstor J. Minutti, il Museo del Teatro Larrañaga, il Museo di Scultura Edmundo Prati, il Museo Las Nubes Casa di Enrique Amorim e il Museo María Irene Olarreaga Gallino.

#### Università
A Salto si trovano una sede distaccata dell'Università della Repubblica ed una dell'Università Cattolica dell'Uruguay.

### Religione
La città è sede della diocesi di Salto, istituita il 14 aprile 1897.

### Teatri
Il teatro Larrañaga, aperto nel 1882, è il principale della città.

## Economia
Salto è un importante centro commerciale ed agroindustriale. Nei dintorni sorgono numerose piantagioni di agrumi (in particolare cedri), colture di ortaggi e frutteti. Accanto all'agricoltura ha un importante voce nell'economia locale anche l'allevamento.
L'economia turistica locale è incentrata sulle numerose strutture termali che sorgono nei dintorni.

## Infrastrutture e trasporti

### Strade
Salto è un importante snodo stradale dell'Uruguay nord-occidentale. L'abitato è infatti attraversato in senso nord-sud dalla strada 3, che dalla frontiera con il Brasile giunge sino alla costa del Río de la Plata, ad ovest di Montevideo. Altra importante arteria di comunicazione è la RN 31, che da Salto giunge sino a Tacuarembó. 
A circa 15 km a nord della città si trova inoltre il ponte Salto Grande che unisce Argentina e Uruguay e, in particolare, collega direttamente Salto e Concordia.

### Porti
Salto è dotata di un porto fluviale lungo l'Uruguay. L'infrastruttura, costruita tra il 1928 ed il 1931, è costituita da un pontile in cemento armato.

### Aeroporti
La città dispone di proprio scalo aeroportuale, situato a 7 km da sud della città.

## Amministrazione

### Consolati
A Salto hanno sede i seguenti consolati:
ConsolatiArgentina.
Agenzie consolariItalia.